# Staroměstská metróállomás
Staroměstská egy metróállomás Prágában a prágai A metró vonalán.

## Szomszédos állomások
A metróállomáshoz az alábbi állomások vannak a legközelebb:
- Malostranská (Nemocnice Motol)
- Můstek (Depo Hostivař)

## Átszállási kapcsolatok
| A (Nemocnice Motol ↔ Depo Hostivař) |                        | |
| Állomás                             | Átszállási kapcsolatok | Fontosabb létesítmények |
| Staroměstská                        | 194, 207 2, 17, 18, 93 | Károly híd, Orloj, Týn-templom, Klausz-zsinagóga, Maisel-zsinagóga, Pinkász-zsinagóga, Régi-új zsinagóga, Spanyol zsinagóga, Régi zsidó temető, Aranytigris söröző |